# Carlo Ghezzi
Carlo Ghezzi é um cientista da computação italiano.
É professor do Politecnico di Milano, e professor adjunto da Universidade de Lugano.

## Obras
É co-autor de 8 livros, incluindo:
- Programming Language Concepts. Com M. Jazayeri. (Primeira edição: John Wiley & Sons, 1982; ISBN 0-471-08755-6. Segunda edição: John Wiley & Sons, 1987; ISBN 0-471-82173-X. Terceira edição: John Wiley & Sons, 1998; ISBN 0-471-10426-4)
- Theoretical Foundations of Computer Science. With D. Mandrioli. (John Wiley & Sons, 1987; ISBN 0-471-83834-9)
- Fundamentals of Software Engineering. Com M. Jazayeri e D. Mandrioli. (Primeira edição: Prentice Hall, 1991; ISBN 0-13-820432-2. Segunda edição: Prentice Hall, 2003; ISBN 0-13-305699-6)